# Greg Capullo
Gregory Capullo, aussi appelé Greg Capullo est né le 30 mars 1962 dans l'état de New York, États-Unis. Il est musicien mais également dessinateur de bande dessinées, notamment de Comics. 
Il crée The Creech, publié chez Image Comics, participe à the Korn, Follow the Leader et Disturbed, Ten Thousand Fists et travaille sur le film: The Dangerous Lives of Altar Boys.
Autodidacte et influencé par John Buscema, en juin 2011, il est engagé par DC pour Batman #1, avec Scott Snyder au scénario. The Art of Greg Capullo est publié par Image Comics.

## Récompense
- 2015 : Prix Inkpot[réf. souhaitée]